# Ajoïta
L'ajoïta és un mineral de la classe dels silicats. Rep el seu nom de la localitat d'Ajo, a Arizona (Estats Units), on es troba la mina New Cornelia, on va ser descoberta l'any 1958.

## Característiques
L'ajoïta és un fil·losilicat, concretament un alumino-silicat hidroxilat i hidratat de sodi i coure, amb fórmula (K,Na)Cu₇AlSi9O24(OH)₆·3H₂O. A més dels elements de la seva fórmula, sol portar com a impureses: ferro, manganès i calci. Cristal·litza en el sistema triclínic formant raïms de cristalls prismàtics aplanats, de fins a 0,4 mm. Acostuma a trobar-se en hàbit fibrós.
Segons la classificació de Nickel-Strunz, l'ajoïta pertany a «09.EA: Fil·losilicats, amb xarxes senzilles de tetraèdres amb 4-, 5-, (6-), i 8-enllaços» juntament amb els següents minerals: cuprorivaïta, gillespita, effenbergerita, wesselsita, ekanita, apofil·lita-(KF), apofil·lita-(KOH), apofil·lita-(NaF), magadiïta, dalyita, davanita, sazhinita-(Ce), sazhinita-(La), armstrongita, okenita, nekoïta, cavansita, pentagonita, penkvilksita, tumchaïta, nabesita, zeravshanita, bussyita-(Ce) i plumbofil·lita.

## Formació i jaciments
Es troba en dipòsits d'oxidació metàl·lics rics en coure. Sol trobar-se associada a altres minerals com: shattuckita, quars, pirita, moscovita, sillenita, papagoïta, duhamelita, creaseyita i conicalcita. Als territoris de parla catalana ha estat descrita a la mina de la turquesa de Cornudella de Montsant (Priorat, Tarragona).